# (35249) 1995 WQ3
(35249) 1995 WQ3 est un astéroïde de la ceinture principale d'astéroïdes découvert en 1995.

## Description
(35249) 1995 WQ3 a été découvert le 21 novembre 1995 à l'observatoire astronomique de Farra d'Isonzo, situé dans la commune de Farra d'Isonzo, dans la province de Gorizia (Frioul-Vénétie Julienne).

### Caractéristiques orbitales
L'orbite de cet astéroïde est caractérisée par un demi-grand axe de 2,94 ua, un périhélie de 2,80 ua, une excentricité de 0,05 et une inclinaison de 2,98° par rapport à l'écliptique. Du fait de ces caractéristiques, à savoir un demi-grand axe compris entre 2 et 3,2 ua et un périhélie supérieur à 1,666 ua, il est classé, selon la JPL Small-Body Database, comme objet de la ceinture principale d'astéroïdes.

### Caractéristiques physiques
(35249) 1995 WQ3 a une magnitude absolue (H) de 14,4 et un albédo estimé à 0,062.